# Micraglossa aureata
Micraglossa aureata là một loài bướm đêm trong họ Crambidae.